# Bruno Frank
Bruno Frank fue un autor, poeta, dramaturgo y humanista alemán nacido en Stuttgart, el 13 de junio de 1887 y fallecido en Beverly Hills, el 20 de junio de 1945.

## Biografía
Frank estudió derecho y filosofía en Múnich, donde luego trabajó como dramaturgo y novelista hasta el incendio del Reichstag en 1933. Temiendo que el nuevo gobierno le persiguiera debido a su condición de judío y su patrimonio, abandonó la Alemania nazi con su esposa, Liesl, la hija de la famosa diva de la ópera Fritzi Massary.
Vivieron durante cuatro años en Austria e Inglaterra y en 1937 finalmente fue a Estados Unidos, donde se reunió con su amigo Thomas Mann y trabajó para la industria del cine el resto de su vida.   
A su muerte en 1945 de un ataque al corazón, Bruno Frank fue enterrado en el Forest Lawn Memorial Park Cemetery en Glendale, California. Su sobrino Anthony M. Frank se convirtió en director general de Correos de Estados Unidos en 1988.

## Obra
En 1934 escribió una biografía novelada, Un hombre llamado Cervantes, en los que incluye los pocos datos históricos del célebre escritor español.
- The Days of the King (1924)
- Trenck (1924)
- Twelve Thousand (1927)
- Storm Over Patsy (1930)
- A Man Called Cervantes (1934)